# 米哈乌·切希拉克
米哈乌·切希拉克（波蘭語：Michał Cieślak，1968年9月6日—），波兰男子赛艇运动员。他曾代表波兰参加1992年夏季奥林匹克运动会赛艇比赛，获得男子四人单桨有舵手铜牌。